# Аллуитсок
Аллуитсок (старое название — Агдлуитсок, грен. Alluitsok, нем. Lichtenau) — поселение (станция) на юге Гренландии в коммуне Куяллек, на территории бывшей коммуны Нанорталик. Расположено на Аллуитсок-фьорд или же Лихтенау-фьорд возле мыса Прощания. Это примерно в 13 км от посёлка Аммассивик (Слетен), расположенного на противоположной стороне того же фьорда. Население составляет 9 человек (на 2009 год).
Миссионерская станция основана в 1774 году как Лихтенау (нем. «Светлый луг») моравским миссионером Готфридом Гриллихом и пятью семьями поселенцев. В том же году здесь поселились 90 гренландцев. Через год на станции было уже 200 жителей. В 1802 году уже насчитывалось 405 крещеных, приписанных к миссионерской станции. В 1828 году крестился последний язычник. В 1834 году под Лихтенау было уже 674 гренландцев. В 1900 году миссия была передана лютеранской Церкви Дании.
С 1942 года пастор Йенс Ларс Андреас Хемниц содержал здесь детский дом Института Гертруды Раск. В 1961 году последний пастор завершил свою работу в Аллуитсоке. В 1960 году в Аллуитсоке проживало 115 человек, в 1970 году их было 57.
На участке есть большое кладбище. В конце фьорд разделяется на две части. В одной из них находится самый большой водопад в Гренландии — Корлорторсуак и форелевое хозяйство. Другой — хранит руины скандинавской фермы.